# Феликс (компания)
Компания «Феликс» — международная компания, специализирующаяся на производстве и реализации мебели (недоступная ссылка с 11-04-2018 [2653 дня]).
По данным информационного агентства "РБК" и Миланского института исследований мебельной промышленности (CSIL), "Феликс" является крупнейшим производителем офисной мебели в России (недоступная ссылка с 11-04-2018 [2653 дня]) (недоступная ссылка с 11-04-2018 [2653 дня]).

## История
Компания "Феликс" была основана в 1991 году Вадимом Кузнецовым совместно с Ильёй Кондратьевым.
Изначально компания представляла собой небольшой учебный центр, который затем был расширен до аудиторской фирмы. Позднее компания начала импорт мебели (из Италии, Испании, Чехии и Германии).
С 1997 года компания выпускает мебель для дома под маркой "Европа". В 1998 году "Феликс" запускает собственную фабрику по производству офисной мебели.
В 2001 году компания запускает франчайзинговую программу. В 2003 году компания приобрела Жарковский деревообрабатывающий комбинат (недоступная ссылка с 11-04-2018 [2653 дня]), некогда крупнейший в России комбинат по выпуску фанеры. В 2006 году компания приступила к производству мебели для учебных и дошкольных учреждений.
В 2007 году открыт первый салон "Феликс" за рубежом — в Казахстане (Астана). В 2007-2011 годах появились сообщения в СМИ о том, что "Феликс" поставляет мебель для Управления делами Президента РФ (комплекс «Кремль»), Министерства юстиции РФ и ряда других государственных структур (недоступная ссылка с 11-04-2018 [2653 дня]).
В 2008 году компания освоила технологию инкрустации и выпустила первые образцы мебели, отделанной наборным шпоном. По данным "Про-Инвест Консалтинга", в 2008 году доля компании в объёме продаж офисной мебели РФ составляла 24% (недоступная ссылка с 11-04-2018 [2653 дня]).
По данным аналитического обзора "РосБизнесКонсалтинг" от 2010 года, компания стала крупнейшим производителем офисной мебели в России.
В 2011 году "Феликс" начинает внедрение автоматических станков по обработке дерева. В 2012 году на производстве начато внедрение линии по производству корпусной мебели, позволяющей полностью автоматизировать процесс изготовления изделий. Ранее на предприятии было внедрена технология горячего прессования «постформинг», которая позволяет производить детали без стыков и швов на лицевой поверхности (недоступная ссылка с 11-04-2018 [2653 дня]).
В 2015 году компания выходит на рынок Кыргызской Республики. В 2016 году "Феликс" получает Диплом "Национальная марка качества" (недоступная ссылка с 11-04-2018 [2653 дня]).
В 2017 году компания начала поставки мебели в Саудовскую Аравию. В сентябре 2016 года компанией было начато строительство новой фабрики в Тверской области для производства мебели в том числе на экспорт в Евросоюз и на Ближний Восток.

## Структура
Производственную базу компании составляют две фабрики по изготовлению офисной, гостиничной и домашней мебели (в Москве и Московской области), а также деревообрабатывающий комбинат «Жарковский» (в Тверской области) (недоступная ссылка с 11-04-2018 [2653 дня]). Жарковский деревообрабатывающий комбинат является градообразующим предприятием (недоступная ссылка с 11-04-2018 [2653 дня]).
Розничная сеть компании представлена более чем 60 магазинами в России и ближнем зарубежье (недоступная ссылка с 11-04-2018 [2653 дня]). По данным Forbes, компания также имеет франчайзинговую программу, участниками которой являются предприятия России, Казахстана, Эстонии и Саудовской Аравии.

## Руководство
Генеральный директор - Андрей Михайлов (с 2013 года). До него в течение 13 лет (1995-2007 года) эту должность занимал Кузнецов Вадим Николаевич.
Председателем Совета директоров компании является Илья Кондратьев. Кондратьев также является учредителем мебельной фирмы "Интерхоум" (недоступная ссылка с 11-04-2018 [2653 дня]).

## Финансы
По данным РБК, торговый оборот денежных средств компании за 2007 год составил 5,6 млрд рублей (недоступная ссылка с 11-04-2018 [2653 дня]). По оценке РИА "Регионы", ожидаемый годовой оборот строящейся мебельной фабрики компании в Тверской области составляет более 1 млрд рублей.
Около 70% продаж компании приходится на мебель собственного производства (недоступная ссылка с 11-04-2018 [2653 дня]). Ежемесячно фабрики компании выпускают более 110 000 изделий (недоступная ссылка с 11-04-2018 [2653 дня]).

## Общественная деятельность
В 2007 году компания "Феликс" выкупила у предыдущего владельца здание нынешнего Храма Преподобного Серафима Саровского в Кожухово и подарила его Русской Православной Церкви. В 2015 году компания профинансировала строительство храма Владимирской Богородицы в посёлке Жарковский Тверской области.